# Журавлевская
Журавлевская — деревня в Шенкурском районе Архангельской области. Входит в состав муниципального образования «Шеговарское».

## География
Деревня расположена в южной части Архангельской области, в таёжной зоне, в пределах северной части Русской равнины, в 34 километрах на север от города Шенкурска, на правом берегу реки Ледь, притока Ваги. Ближайшие населённые пункты: на юго-западе деревни Беркиевская, Гришинская и Фадеевская.
Часовой пояс
Журавлевская, как и вся Архангельская область, находится в часовой зоне МСК (московское время). Смещение применяемого времени относительно UTC составляет +3:00.

## Население
| 2002 | 2010 | 2012 |
| ---- | ---- | ---- |
| 24   | ↘18  | ↗24  |

## История
Указана в «Списке населённых мест по сведениям 1859 года» в составе 2-го стана Шенкурского уезда Архангельской губернии под номером «2370» как «Журавлевская(Кукуй)». Насчитывала 6 дворов, 21 жителя мужского пола и 29 женского.
В «Списке населенных мест Архангельской губернии к 1905 году» деревня Журавлевская(Кукуй) насчитывает 7 дворов, 26 мужчин и 32 женщины. В административном отношении деревня входила в состав Предтеченского сельского общества Предтеченской волости.
На 1 мая 1922 года в поселении 12 дворов, 18 мужчин и 34 женщины.